# Фрасинет (Бузау)
Фрасинет (рум. Frăsinet) насеље је у Румунији у округу Бузау у општини Калвини. Oпштина се налази на надморској висини од 297 m.

## Становништво
Према подацима из 2002. године у насељу је живело 147 становника, од којих су сви румунске националности.